# صخرة (زغرتا)
صخرة  هي إحدى القرى اللبنانية من قرى قضاء زغرتا في محافظة الشمال.
تشتهر بلدة بشجر الزيتون والرمان والعنب والتفاح الأخضر.
ترتفع عن سطح البحر 500 متراً.
من أهم العائلات فيها: امبور - غالية - صليبا - رزق - محسن.
هي منطقة سياحية بأمتياز ومن ابرز معالمه: الملاهي الليلية، المسابح المغلقة والمفتوحة، ملاعب كرة القدم والتنس والغولف. يدخلها نسبة زوار من اهدن وبشري ومجدليا حوالي أكثر من 10000 شهرياً [بحاجة لمصدر]
متميزة بالمحمية ويوجد فيها أكثر من 1000 نوع حيوان نادر وورود نادرة[بحاجة لدقة أكثر]. ابرز العائلات عملها بلبلدان مثل نيجريا سيريلانكا فنزويلا دبي الكويت الصين.[بحاجة لمصدر]
تتميز بلدة صخرة بل الجو المعتدل وكثافة الفلل والقصور. يرتوي أهل صخرة من نهر مزيارة. ومن أهم المولات (مول بو ملحم) الذي يقع فوق جسر راوزة.